# Krychnov
Krychnov (en allemand : Krichnau) est une commune du district de Kolín, dans la région de Bohême-Centrale, en République tchèque. Sa population s'élevait à 105 habitants en 2020.

## Géographie
Krychnov se trouve à 6 km à l'est de Kouřim, à 11 km à l'ouest-sud-ouest de Kolín et à 45 km à l'est-sud-est de Prague.
La commune est limitée par Plaňany au nord, par Libodřice à l'est, par Polní Voděrady au sud-est, par Dolní Chvatliny au sud, et par Svojšice à l'ouest.

## Histoire
La première mention écrite de la localité date de 1436.